# 佐々木一真
佐々木 一真（ささき かずま、1997年11月23日 - ）は、テレビ朝日の政治部記者で、元アナウンサー。

## 人物
小学6年生の時にブルークロススーパーボーイズオーディション最優秀グランプリを獲得。芸能界入り。
2012年、NHK大河ドラマ平清盛のロケで東北に行った際、東日本大震災からの復興の光景を目の当たりにし、「国内外で起きていることを伝えられる仕事がやりたい。」と漠然に思って、メディアに目が向いた事と高校2年生の時に雑誌『ピチレモン』のイベントMCを務めた時に、言葉の発し方一つで客の受け取り方が全然違うことを体感したのをきっかけにアナウンサーへの道を歩むようになる。
2016年、早稲田大学法学部入学後、TBSアナウンススクールに通い始める。また、アナウンス研究会に所属し、東都野球リーグ（2016年6月）、ねんりんピック長崎（2016年9月サッカー担当）、ねんりんピック秋田（テニス）、六大学野球（BIg6TV）の実況アナウンサーを務める。
大学ではボランティア活動を精力的に行っており、年に数回、早稲田大学の公認プロジェクトの一員としてラオスで教育支援活動を行っている。またバックパッカーとして世界放浪の旅に出た経験もある。
2017年1月、同スクール受講の様子を見たTBSの関連会社キャスト・プラスのスタッフの声がけによりアナウンサー活動をスタート。2020年4月、テレビ朝日にアナウンサーとして入社。
2024年7月より、報道局政治部に異動。

## 出演

### 報道・情報番組
レギュラー出演
| 期間                       | 期間                       | 番組名                 | 役職                                           |
| -------------------------- | -------------------------- | ---------------------- | ---------------------------------------------- |
| 2020年4月                  | 2022年3月                  | グッド!モーニング      | 火～金曜日ニュースリポート担当                 |
| 2020年10月                 | 2024年7月7日               | サンデーステーション   | フィールドリポーター兼小木逸平の代行キャスター |
| 2021年1月1日・2022年1月2日 | 2021年1月1日・2022年1月2日 | ANNニュース            | 昼枠での担当キャスター                         |
| 2022年4月                  | 2024年3月                  | グッド!モーニング      | ニュースリポート担当                           |
| 2023年7月                  | 2024年3月                  | グッド!モーニング      | 『ANNニュース』金曜日担当キャスター            |
| 2024年1月3日               | 2024年1月3日               | ANNスーパーJチャンネル | MC                                             |

イレギュラー出演
- News Access（BS朝日、不定期）
- 選挙ステーション（2021年10月31日、2022年7月10日）

### バラエティ
- ネクストプリンセス（テレビ東京）
- 好きか嫌いか言う時間（2016年8月 - 、TBSテレビ）レギュラー
- Girls Lab（キッズステーション）
- ノブナカなんなん？新人アナウンサー企画（テレビ朝日）

### その他のテレビ番組
- TBSニュースバード（2018年7月 - 、TBSニュースバード）学生キャスター（火曜日）

### テレビドラマ
- 平清盛 (NHK大河ドラマ)（2012年、NHK）
- 真夏の少年（テレビ朝日）ナレーション

### 舞台
- Dragon Question

### CM
- 河合塾モデル
- 栗原洋服店（KURI-ORI（クリオリ）） 専属モデル

### ネット配信
- ピタットTV「ハッピー予報」（2017年7月 - 、占いTV）キャスター[2]
- 「佐々木一真とプチおしゃべりタイム」（USTREAM配信）

## 書籍

### 雑誌連載
- DANCE STYLE KIDS 春号
- DANCE STYLE KIDS Spring collection
- SENSE
- JUNON（主婦と生活社）
- ニコ☆プチ（新潮社）メンモ
- ピチレモン（学研パブリッシング）（2012年 - 2015年）専属モデル[2]

### 機関誌
- ブルークロス Winter＆Autumn
- ブルークロス Spring collection
- ブルークロス Freshers collection